# Somhegyi György (színművész, 1939–2021)
Somhegyi György (Budapest, 1939. február 4. – 2021. január 21.) magyar színész.

## Életpályája
Budapesten született 1939. február 4-én. Pártos Géza osztályában színészként diplomázott 1964-ben. Pályáját a Veszprémi Petőfi Színházban kezdte. 1967 és 1969 között a Miskolci Nemzeti Színház, 1969-től a Radnóti Miklós Színház tagja. 1989-től szabadfoglalkozású színművész. Vendégművészként szerepelt a debreceni Csokonai Színházban és a szolnoki Szigligeti Színházban is. Irodalmi műsorok szerkesztője és rendezője volt.
2021. január 21-én hunyt el.

## Fontosabb színházi szerepei
- Madách Imre: Mózes... Josue
- Bertolt Brecht – Kurt Weill: Koldusopera.. .Horgasújjú Jakab; Leprás Mátyás
- Németh László: Nagy család... II. Sándor
- Robert Thomas: Szegény Dániel... Pap
- Victorien Sardou – Émile de Najac: Váljunk el!... Ademar
- Gáspár Margit: Ha elmondod letagadom... Géza
- William Shakespeare: Ahogy tetszik... Silvius
- Friedrich Schiller: Stuart Mária... Mortimer
- Tennessee Williams: Múlt nyáron hirtelen... George
- Fritz Hochwälder: A közvádló... Grebeauval
- Schwajda György: Csoda... brigádvezető
- Fejes Endre: Angyalarcú... Pislogó
- Miskolczi Miklós: Színlelni boldog szeretőt... Férfi
- Lope de Vega: A kertész kutyája... Ludovico gróf
- Zilahy Lajos: A tábornok... Lausch
- Molnár Ferenc: Liliom... fogalmazó; kapitány
- Márai Sándor: Családi kérdés... Lajos
- Noël Coward: Vidám kísértet... Charles
- N. Richard Nash: Az esőcsináló... George

## Önálló estek
- Dal a manézsban
- Varázslatos emlék

## Filmek, tv
- Az utolsó előtti ember (1963)
- Princ, a katona (sorozat)

- Gázló a Fertőn című rész (1967)
- A kölcsön ára című rész (1967)
- A gömbember (1969)
- A vasrács (1971)
- Szép maszkok (sorozat)

- Mia Mayo tévedése című rész (1974)
- A sárkányölő című rész (1974)
- Karancsfalvi szökevények (1976)
- Holtak hallgatása – Requiem egy hadseregért (1982)
- A pártfogó (1982)
- Visszaesők (1983)
- Nyolc évszak (sorozat) (1987)...Sofőr
- Szamárköhögés
- Linda (sorozat)

- Tüzes babák című rész (1989) ... Eladó
- Família Kft. (sorozat)

- Újra együtt című rész (1997)...Vendég
- Szomszédok (sorozat)

- 3. rész(1987)...Vizes
- 8. rész (1987)...Vizes
- 23. rész (1988)...Vizes
- 96. rész (1990)...Vizes
- 329. rész (1999)...Újságos
- Családi album (sorozat)

- Szeretem jeléül (2001)
- A kapitány
- A családban marad
- Pappa Pia (2017)
- Tóth János (2018)
- Nemzeti Trip (2020)